# El Reno (Oklahoma)
El Reno település az Amerikai Egyesült Államok Oklahoma államában, Canadian megyében, melynek megyeszékhelye is. Lakosainak száma 16 989 fő (2020. április 1.).

## Népesség
A település népességének változása:
| Lakosok száma | 16 749 | 17 510 | 16 989 |
|               | 2010   | 2012   | 2020   |